# Никольская церковь (Измаил, старообрядческая)
Храм Святителя Николы Чудотворца — старообрядческая церковь в городе Измаил Одесской области. Принадлежит Киевской и всея Украины епархии Русской православной старообрядческой церкви. Ранее был кафедральным собором Измаильской епархии. Памятник архитектуры национального значения.

## История
В 1811 году старообрядцы из числа казаков-некрасовцев начали переселяться в Измаил из-за Дуная. Российское правительство предоставило им значительные льготы, в том числе и относительную свободу вероисповедания. Такое положение дел привлекло на Дунай и старообрядцев из других регионов России. В 1812 году под Измаилом был открыт Никольский старообрядческий монастырь, но уже в 1829 году он был закрыт по инициативе И. Н. Инзова.
В июле 1831 года старообрядцы получают высочайшее разрешение на постройку каменного храма. В 1833 году новая церковь была освящена в честь святителя Николы Чудотворца.
По итогам Крымской войны в 1856 году южная часть Бессарабии отходит к Валахии. В 1857 году в Измаиле была учреждена старообрядческая епархия с кафедрой в Никольском храме. В 1897—1899 годах собор был отремонтирован и расширен. В 1868 году купцом Беляевым основан женский скит. В 1894 году в нём было 12 или 15 насельниц, которые проживали в флигеле возле этого храма.
В 1947 году Измаильская епархия была упразднена. Во времена советской власти храм не закрывался.